# 拉穆拉茲山
46°23′48″N 9°5′34″E / 46.39667°N 9.09278°E

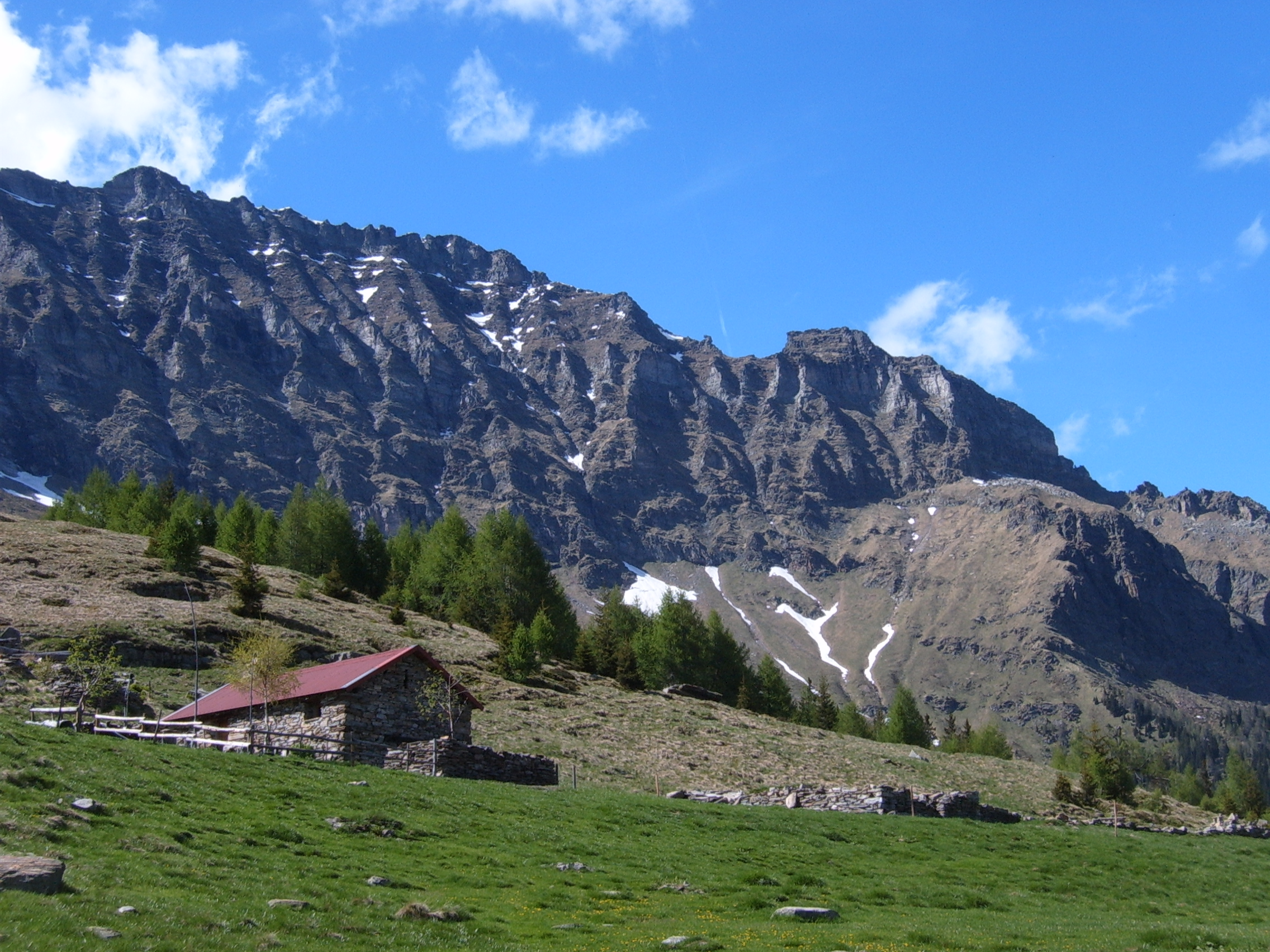

拉穆拉茲山（Pizzo del Ramulazz），是瑞士的山峰，位於該國南部，處於提契諾州和格勞賓登州接壤的邊界，屬於勒蓬廷山的一部分，海拔高度2,939米，每年平均降雨量1,851毫米。